# Stanisław Nowakowski (działacz narodowy)
Stanisław Nowakowski (ur. 21 września 1889 w Śremie, zm. 24 czerwca 1942 w KL Dachau) – polski działacz narodowy, plebiscytowy i dziennikarz na Warmii i Pomorzu.

## Życiorys
Urodził się 21 września 1889 w Śremie, w rodzinie Adama, szewca i Marianny z Kierblewskich .
Był związany głównie z redakcją Gazety Olsztyńskiej. W styczniu 1940 roku został aresztowany przez Niemców. Został wysłany do niemieckiego obozu koncentracyjnego w Dachau, gdzie zginął dwa lata później.
Ojciec Tadeusza Nowakowskiego.